# Sirius (auteur)
Pour les articles homonymes, voir Sirius (homonymie).
Sirius, de son vrai nom Max Mayeu, né à Soignies (province de Hainaut) le 26 septembre 1911 et mort le 1er mai 1997 à Jávea (Costa Blanca, Espagne), est un dessinateur de bande dessinée belge, principalement connu pour sa série historique Les Timour.

## Biographie
Max Mayeu naît le 26 septembre 1911 à Soignies,. Il est le fils d'un ingénieur, durant sa jeunesse, il est amené à déménager très souvent en fonction des affectations de celui-ci. Sa scolarité est partagée entre la Belgique et la France où il passe le baccalauréat avec dispense à l'âge de quinze ans en habitant Tarbes. Il suit des études de droit à l'Institut Saint-Louis de Bruxelles puis à l'Université libre de Bruxelles, il étudie la philosophie. Ayant terminé son cursus universitaire, il publie ses premiers dessins dans diverses publications estudiantines. Il choisit comme nom de plume Sirius comme l'étoile ou comme le nom de son bateau, il avoue à Alain De Kuyssche en 1980 : 

« Je ne parviens pas à me souvenir si, d'abord j'ai choisi mon pseudonyme pour le donner ensuite à mon bateau ; ou si je possédais un bateau appelé Sirius, qui m'a inspiré dans le choix de mon pseudonyme. »

Puis il collabore à La Libre Belgique pour son supplément Le Patriote illustré où il anime une rubrique intitulée Le Point de vue de Sirius qu'il illustre également, il travaille aussi pour le quotidien bruxellois La Dernière Heure. Il crée seul en 1938, pour Le Patriote illustré, Bouldaldar et Colégram, un petit garçon et une sorte de lutin, qu'il reprend dans plusieurs autres journaux : dans Bravo !, en 1943, sous le titre de Polochon ; puis dans La Libre junior, Pistolin, Spirou et Bonnes Soirées. Cette série poétique et fantastique revient bien plus tard dans Spirou en 1970 avec un court récit de 16 planches puis 10 ans plus tard avec un récit à suivre de 44 planches Armande du lac des brumes qui sera encore suivi par deux autres courts récits jusqu'en 1981. Cette création d'avant-guerre a pour particularité d'utiliser, parmi les premières, des phylactères à l'instar des bandes dessinées américaines.
Il crée ensuite, en 1942, le personnage de L'Épervier bleu dans les pages du journal de Spirou. En 1953, à la suite de démêlés avec la censure, il doit interrompre cette série, qu’il ne reprendra que vingt ans plus tard, toujours dans Spirou. En Effet, la Commission de surveillance et de contrôle des publications destinées à l'enfance et à l'adolescence ne concevait pas qu'un aventurier, accompagné d'un jeune adolescent, se posât sur la Lune à la poursuite de gangsters. À ses yeux, c'était invraisemblable et il ne fallait pas inculquer de fausses idées à la jeunesse. L'histoire retiendra que Tintin et Milou marcheront sur la Lune, dans le journal Tintin, en… 1953 !. Sirius en éprouve un sentiment de dégoût à l'encontre de cette mesure protectionniste.
Il revient à la fantaisie poétique en novembre 1943, avec Caramel et Romulus, publié d'abord dans L’Espiègle au grand cœur, un supplément de Spirou,,, puis en 1944 dans Spirou. Puis il réalise, en 1946, une bande dessinée historique, Godefroid de Bouillon, un album est publié aux éditions Dupuis en 1950 et connaît une réédition dans une version tronquée du début du récit dans la collection « L'Histoire en Bandes Dessinées » chez le même éditeur et étrangement son titre en est modifié en ôtant la dernière lettre du prénom.
À partir de 1947, il illustre Coureur des mers et surtout Les Grands Combats de Cor des romans de Xavier Snoeck, dans la collection « L’Hebdomadaire des grands récits » des éditions Dupuis . Cette dernière série préfigure  Images de l’histoire du monde. En 1953, sur une idée de Xavier Snoeck, il commence la grande saga des Timour, qui raconte l'histoire d'une famille à travers les âges et les pays pour Spirou. La série s'échelonne sur trente-quatre volumes dont trente-deux chez l'éditeur historique du journal, et ne s’arrête que dans les années 1990.
En 1955, il passe ses vacances à Jávea au bord de la Méditerranée à naviguer à la voile sur son cotre Marconi de 8 m de long et il vient de s'offrir une seconde embarcation : un Snipe qu'il avoue avoir acheté pour le prix d'un tandem. Selon Jean Doisy alias Le Fureteur, il voue une passion dévorante aux bateaux, il ne manque jamais l'occasion de placer une séquence maritime dans Timour.
Dans Pilote, il crée en 1972, avec Gérald Forton, une série destinée à un public plus adulte : les aventures humoristiques, grinçantes et fantastiques de Pemberton, marin malchanceux. Puis Forton émigre aux États-Unis. De 1974 à 1980, Sirius continue seul la série. En 1977, à l’occasion de la création du Trombone illustré, il parodie la série dans une aventure d'un certain Penthergast qui ressemble à s'y méprendre à Pemberton.
Homme réservé, dédaignant honneurs et notoriété, Sirius s’est tenu à l’écart de l’agitation orchestrée autour de la bande dessinée après le succès d’Astérix. Pour raisons de santé, il vit ses dernières années sur la Costa Blanca, dans le sud de l’Espagne, ce qui ne fait qu'accentuer la coupure avec son milieu professionnel et avec les médias.
Il meurt à Jávea, le 1er mai 1997, à l'âge de 85 ans.

### Vie privée
Sirius a une fille prénommée Yvonne qui l'a accompagné pendant toutes ces années et qui l'a vu partir digne, calme en parfait gentleman jusqu'au bout.

## Un créateur de personnages de papier
Les héros issus du crayon, des mains et de l'imaginaire foisonnant de Sirius sont nombreux. Ils relèvent de genres narratifs très différents :
Niki le lapin; Bouldaldar et Colégram; Célestin Virgule; Caramel et Romulus, Fred Morgan; L'Épervier Bleu, Éric accompagné de son ami Larsen et de Sheba, la famille Timour au fil des siècles; Pemberton et son cousin Penthergast; Godefroi de Bouillon; Simon le danseur; Gaspard la tisane.

## Bandes dessinées prépubliées et publiées en album
Les bandes dessinées qu'il a publiées sont traitées dans les articles spécialisés indiqués ci-dessus.

### Bouldaldar
Sirius est le créateur, scénariste et dessinateur de Bouldaldar depuis 1938.
- 22 albums publiés regroupant 26 histoires.

### L'Épervier bleu
Sirius est le créateur, scénariste et dessinateur de L'Épervier bleu depuis 1942. Près de 600 planches ont été publiées.
- 14 albums publiés de pagination variable. En 1966, Samedi-Jeunesse entame la publication en replacement et en noir et blanc de six chapitres de L'Épervier bleu totalisant 58 pages dans ses nos 105 à 110[19],[20].

### Timour
Sirius est le dessinateur de Timour, scénarisé par Xavier Snoeck, puis, pour les derniers épisodes, par Sirius lui-même.
- 32 volumes + deux hors-série.

### Simon le danseur
Sirius est le dessinateur de Simon le danseur depuis 1970, scénarisé par Daniel Jansens.
- 2 albums de 44 planches en noir et blanc prépubliés en couleur dans Spirou.
- 1. La Rade des vaisseaux perdus, Bédéscope, coll. « Bédéscope » no 10, Bruxelles, 4e trimestre 1978
Scénario : Daniël - Dessin : Sirius - Couleurs : noir et blanc,réédition par Le Coffre à BD en 2006.  (ISBN 2-350-07031-X)
- 2. Les Étangs de Xyballa, Bédéscope, coll. « Bédéscope » no 11, Bruxelles, 4e trimestre 1978
Scénario : Daniël - Dessin : Sirius - Couleurs : noir et blanc,réédition par Le Coffre à BD en 2006.  (ISBN 2-350-07038-7)

### Pemberton
Sirius est le créateur, scénariste et dessinateur de Pemberton depuis 1972. 231 planches ont été publiées.
- 6 albums dont un inédit publié en tirage limité à titre posthume regroupant 7 histoires.
- 5. Effiloches du crépuscule, Coffre à BD, Tournefeuille, décembre 2006
Scénario et dessin : Sirius - Couleurs : noir et blanc -  (ISBN 2-350-07042-5),Tirage limité à 300 exemplaires numérotés accompagné d'un ex-libris couleur numéroté. Avec un carnet de croquis de 6 pages en fin d'album.
- 6. Pemberton, il est pas sérieux !, Coffre à BD ; Éd. du Topinambour, Tournefeuille ; Soissons, mars 2012
Scénario et dessin : Sirius - Couleurs : noir et blanc -  (ISBN 2-350-07038-7),Contient 5 épisodes non achevés ou redessinés. Dossier de 8 pages par Thierry Martens À la rencontre de Sirius en début d'album. Dossier photos commentées par François Walthéry en fin d'album.
- Int.1. Intégrale 1[21], Ad hoc éditions, 29 novembre 2024
Scénario et dessin : Sirius - Couleurs : noir et blanc -  (ISBN 978-2-9603545-0-8),Fac-similé des planches originales. Contient un dossier d’introduction complet, abordant des aspects documentaires, historiques et biographiques réalisé par François Deneyer.
- Int.2. Intégrale 2[22]Thierry Ligot, « "Pemberton et Penterghast, Intégrale 2" Entre hommage et mémoire ... Sirius étincellant ! », BD Best !,‎ 26 mars 2025 (lire en ligne, consulté le 2 mai 2025)[23], Ad hoc éditions, 8 mars 2025
Scénario et dessin : Sirius - Couleurs : noir et blanc -  (ISBN 978-2-9603545-1-5),Fac-similé des planches originales. Contient un dossier d’introduction de 11 pages par François Deneyer.

### Autres œuvres publiées non apparentées à des séries
Ses autres créations prépubliées en histoire à suivre
- Niki Lapin[Note 3]
• Inédit en album classique
- Caramel et Romulus[Note 4]
• Inédit en album classique
- Mémoires de Célestin Virgule[Note 5]
• Inédit en album classique
- Les Aventures de Fred Morgan[Note 6]
• Inédit en album classique
- Godefroid de Bouillon[Note 7]
- Gaspard la tisane[Note 8]

### Illustrations

#### L’Aile rouge
Série parue dans le Journal de Spirou.
Scénario : les six premiers numéros sous le pseudonyme d’Yves Legros, les suivants sous le nom Xavier Snoeck :
1. L’Aile rouge à la rescousse, JdS 46_01 - 429, dessin : Sirius (1945)
2. Le Combat souterrain de l'Aile rouge, JdS 430 - 447, dessin : Sirius (1946)
3. La Naissance de l'Aile rouge, JdS Almanach 47, dessin : Sirius (1946)

### Artbooks
- Pepperland 1970 1980, Pepperland, Bruxelles, 1980
Scénario et dessin : collectif dont Sirius - Couleurs : noir et blanc,Artbook. BD hommage à librairie Pepperland, titrée en page 1 : 80 chats pour Tania, 10 ans pour Pepperland. Elle présente un historique de la librairie, des photos, des strips et des dessins de chats.
- Christelle Pissavy-Yvernault et Bertrand Pissavy-Yvernault, Franquin, Morris, Jijé, Sempé... : 200 couvertures inédites pour le journal Le Moustique, Marcinelle, Dupuis, 1er novembre 2015, 312 p., ill. ; 29,8 cm (ISBN 978-2-8001-6571-4, présentation en ligne).

### Collections publiques
2 œuvres de cet artiste sont conservées au Centre belge de la bande dessinée et font partie du patrimoine mobilier de la région Bruxelles-Capitale. Il est aussi présent dans la collection, dont les planches ont été classées « Trésor » de la Fédération Wallonie-Bruxelles, du Musée des Beaux-Arts de Liège et depuis 2016 détenues par La Boverie,.

## Réception

### Prix
- 1975 :  prix Saint-Michel des meilleurs dessin et scénario fantastique pour Pemberton[28] ;
- 1978 :  prix du scénariste étranger au Festival d'Angoulême[28] ;
- 1988 :  prix Géant de la BD décerné par la Chambre belge des experts en bande dessinée[29] pour l'ensemble de son œuvre.

### Postérité
Selon Gilles Ratier, rédacteur en chef du site BDzoom : 

« Max Mayeu, surtout connu sous le nom de Sirius, fut l’un des piliers originels des éditions Dupuis, pratiquant avec énergie et originalité tous les genres, du réalisme à l’humour, en passant par l’onirisme. Par l’influence qu’il a eue sur de nombreux dessinateurs de l’hebdomadaire de Marcinelle, un peu à l’instar d’un Jijé (Joseph Gillain), on peut dire que son rôle a vraiment été déterminant […] »

Walthéry représente Sirius les cheveux ébouriffés et une pipe en bouche dans la deuxième case de l'avant-dernière planche de Natacha et les Petits Miquets.
Marc Hardy rend hommage à Pemberton dans un gag de Pierre Tombal publié dans le premier recueil de cette série.
Franz lui rend hommage et témoigne de son amitié avec celui avec lequel il demeura à Javea pendant sept ans : « Quel type épatant. Quel gamin aussi, il avait toujours quinze ans dans sa tête... Un monsieur très sain, très marrant, qui bossait encore comme un tordu jusqu'à très récemment parce que cela l'amusait voilà tout.[...] Cher vieux Max... ».
François Ayrolles lui rend hommage ainsi qu'à L'Épervier bleu dans son ouvrage Moments clés du journal de Spirou 1937-1985 en 2018.